# Savannah (Missouri)
Savannah és una població dels Estats Units a l'estat de Missouri. Segons el cens del 2000 tenia 4.762 habitants.

## Demografia
Segons el cens del 2000, Savannah tenia 4.762 habitants, 1.927 habitatges, i 1.266 famílies. La densitat de població era de 587,4 habitants per km².
Dels 1.927 habitatges en un 32,1% hi vivien nens de menys de 18 anys, en un 51,8% hi vivien parelles casades, en un 10,9% dones solteres, i en un 34,3% no eren unitats familiars. En el 30,9% dels habitatges hi vivien persones soles el 17,5% de les quals corresponia a persones de 65 anys o més que vivien soles. El nombre mitjà de persones vivint en cada habitatge era de 2,38 i el nombre mitjà de persones que vivien en cada família era de 2,99.
Per edats la població es repartia de la següent manera: un 25,5% tenia menys de 18 anys, un 8,6% entre 18 i 24, un 26% entre 25 i 44, un 19,4% de 45 a 60 i un 20,6% 65 anys o més.
L'edat mediana era de 38 anys. Per cada 100 dones de 18 o més anys hi havia 77,2 homes.
La renda mediana per habitatge era de 32.996 $ i la renda mediana per família de 40.615 $. Els homes tenien una renda mediana de 31.450 $ mentre que les dones 20.851 $. La renda per capita de la població era de 17.809 $. Entorn del 10,2% de les famílies i l'11,8% de la població estaven per davall del llindar de pobresa.

## Poblacions més properes
El següent diagrama mostra les poblacions més properes.